# NOFX (EP 1985)
NOFX è il primo EP pubblicato dal gruppo punk rock NOFX, nel 1985. Le prime 500 copie hanno incluso un foglio con i testi delle canzoni, le 500 seguenti sono state registrate su un vinile azzurro mentre quelle successive su un vinile nero. In seguito, le canzoni sono state inserite nella raccolta Maximum Rocknroll.
Nel 1988 la Mystic Records pubblicò una versione ampliata di questo EP, al quale vennero aggiunte alcune canzoni in modo da creare un album full-length, col nome di NOFX (LP).

## Tracce
1. Live Your Life
2. My Friends
3. Six Pack Girls
4. Bang Gang
5. Hit It
6. Hold It Back
7. I.D.

## Formazione
- Fat Mike - basso e voce
- El Hefe - chitarra e voce
- Eric Melvin - chitarra
- Erik Sandin - batteria